# Miskant cukrowy
Miskant cukrowy (Miscanthus sacchariflorus) – gatunek rośliny z rodziny wiechlinowatych. Pochodzi z Azji Wschodniej, dorasta na wysokość od 1 do 2,2 m. Jest to roślina ekspansywna o sztywnych źdźbłach i równowąskich liściach. W Polsce kwitnie na przełomie sierpnia i września. Preferuje gleby lekkie i zasobne w składniki pokarmowe, a także stanowiska słoneczne lub mało zacienione.

## Uprawa
Miskant cukrowy nie wymaga specjalnej pielęgnacji. Jest odporny na niskie temperatury do –34 °C i suszę. Silnie się rozrasta, zatem nadaje się do rozległych naturalistycznych nasadzeń. Rozmnażania miskanta cukrowego dokonuje się przez podział rozłogów na przełomie kwietnia i maja.